# Федово (Зеленогорское сельское поселение)
Федово — деревня в Вышневолоцком городском округе Тверской области.

## География
Рядом с деревней проходит автодорога «Вышний Волочёк — Есеновичи — Кувшиново» (Ржевский тракт). На автомобиле до центра Вышнего Волочка 15 километров, до Зеленогорского 6 километров.

## История
В «Писцовой книге писца Потапа Нарбекова и подъячего Богдана Фаддеева» за 1625—1626 годы в Зашегринской губе — волости Новоторжского уезда упоминается и село Федово с храмом Николая Чудотворца: «Губа-волость Зешегринская, в вотчинах… за Богданом Михайловым сыном Нагова в вотчине село Федово, а в нём церковь Николы Чудотворца, да в приделе Архангела Михаила древяна шатром вверх стоит без пения, а в церкви образы и свечи и колокола и все церковное строение вотчинниково и приходцких людей, да церковных дворов двор попов, двор пономарь Ивашка Кузьмин, во дворе проскурница Татьяница, да двор вотчинников, да крестьян (три двора)… да к тому ж селу на Ноугородском рубеже треть озера Шедовского в длину три версты, а поперег две версты».
По описанию 1859 года — владельческое сельцо при колодцах, насчитывало 68 двора, в которых проживало 343 жителя (169 мужского пола и 174 женского).
На момент начала XX века Федово является центром гончарного промысла, которым, кроме самого села, занимаются жители 4 окрестных деревень и пригородной слободы, всех гончаров свыше 200 семей. Глина, высокого качества, добывалась из соседней горы Лозовой (расположена на трассе М10 (E 105)). Промысел существовал исстари, но начал приходить в упадок вследствие конкуренции гончарных заводов в Боровичах. В Федово производили обыкновенную кухонную посуду, которая через скупщиков сбывалась в столицах, в Твери, Вышнем Волочке, Торжке и Бежецке.
До 2019 года деревня входила в состав Зеленогорского сельского поселения.

## Население
| 1859 | 1997 | 2002 | 2008 | 2010 |
| ---- | ---- | ---- | ---- | ---- |
| 343  | ↘185 | ↘173 | ↘148 | ↘127 |

## Храм Архангела Михаила
Михайлоархангельская каменная церковь построена в 1831 году с тремя престолами: Архистратига Михаила, святителя Николая и великомученицы Параскевы. В приходе 11 деревень, 231 двор, 836 мужчин и 865 женщин, все карелы. Каменная церковь построена на средства прихожан и помещицы Мордвиновой в 1826—1831 годах, освящена в 1835 году. В 1859 году территорию вокруг церкви обнесли кирпичной оградой. Темперная живопись в интерьере выполнена в 1896 году. В 1898 году на главах были установлены новые железные кресты. Является образцом позднеклассической культовой постройки. В настоящее время церковь не действует, металлическая кровля отсутствует, на сводах растут деревья и кустарники, полы прогнили, утрачены иконы и церковная утварь.